# Max Frisch
Max Frisch (født 15. maj 1911 i Zürich, død 4. april 1991 samme sted) var en schweizisk arkitekt og forfatter. Han er en af efterkrigstidens mest betydningsfulde tysksprogede forfattere.
Frisch studerede germanistik fra 1930 til 1932 i Zürich, men måtte afbryde studierne ved farens død. Han genoptog studierne i 1936, nu af arkitektur. I 1940 tog han arkitekteksamen ved Eidgenössische Technische Hochschule i hjembyen. To år senere åbnede han sit eget arkitektkontor. Han lukkede det i 1955 for at blive forfatter på fuldtid.
I 1958 modtog Frisch Georg Büchner-prisen.

## Værker i udvalg

### Prosa
- Jürg Reinhart. Eine sommerliche Schicksalsfahrt. Roman, Deutsche Verlags-Anstalt, Stuttgart 1934
- Antwort aus der Stille. Erzählung, Deutsche Verlags-Anstalt, Stuttgart 1937
- Blätter aus dem Brotsack. Geschrieben im Grenzdienst 1939, Atlantis, Zürich 1940
- J'adore ce qui me brûle oder Die Schwierigen. Roman, Atlantis, Zürich 1943
- Bin oder die Reise nach Peking, Atlantis, Zürich 1945
- Tagebuch mit Marion, Atlantis, Zürich 1947
- Tagebuch 1946–1949, Suhrkamp, Frankfurt am Main 1950
- Stiller. Roman, Suhrkamp, Frankfurt am Main 1954
- Achtung: die Schweiz (en pamflet), Handschin, Basel 1955
- Homo Faber. Ein Bericht, Suhrkamp, Frankfurt am Main 1957
- Mein Name sei Gantenbein. Roman, Suhrkamp, Frankfurt am Main 1964
- Öffentlichkeit als Partner, Suhrkamp, Frankfurt am Main 1967
- Erinnerungen an Brecht, Friedenauer Presse, Berlin 1968
- Wilhelm Tell für die Schule. Suhrkamp, Frankfurt am Main 1971
- Tagebuch 1966–1971, Suhrkamp, Frankfurt am Main 1972
- Dienstbüchlein, Suhrkamp , Frankfurt am Main 1974
- Montauk. Eine Erzählung, Suhrkamp, Frankfurt am Main 1975
- Wir hoffen. Rede zum Friedenspreis des Deutschen Buchhandels 1976, Suhrkamp, Frankfurt am Main 1976
- Der Mensch erscheint im Holozän. Eine Erzählung, Suhrkamp, Frankfurt am Main 1979
- Blaubart. Eine Erzählung, Suhrkamp, Frankfurt am Main 1982
- Forderungen des Tages. Portraits, Skizzen, Reden 1943–1982, Suhrkamp, Frankfurt am Main 1983
- Schweiz ohne Armee? Ein Palaver, Limmat, Zürich 1989
- Schweiz als Heimat? Versuche über 50 Jahre. Suhrkamp, Frankfurt am Main 1990

#### Drama
- Santa Cruz. Eine Romanze, Schwabe, Basel 1947
- Nun singen sie wieder. Versuch eines Requiems, Schwabe, Basel 1946
- Die Chinesische Mauer. Eine Farce, Schwabe, Basel 1947
- Als der Krieg zu Ende war. Schauspiel, Schwabe, Basel 1949
- Graf Öderland. Ein Spiel in zehn Bildern, Suhrkamp, Frankfurt am Main 1951
- Don Juan oder Die Liebe zur Geometrie. Eine Komödie in fünf Akten, Suhrkamp, Frankfurt am Main 1953
- Rip van Winkle. (hørespill)
- Herr Biedermann und die Brandstifter. Hans Bredow-Institut, Hamburg 1955
- Biedermann und die Brandstifter. Suhrkamp, Frankfurt am Main 1958
- Die große Wut des Philipp Hotz. Ein Sketch
- Andorra. Stück in zwölf Bildern, Suhrkamp, Frankfurt am Main 1961
- Zürich – Transit. Skizze eines Films, Suhrkamp, Frankfurt am Main 1967
- Biographie: Ein Spiel, Suhrkamp, Frankfurt am Main 1967
- Triptychon. Drei szenische Bilder, Suhrkamp, Frankfurt am Main 1978